# Palazzo Ardinghelli
Palazzo Ardinghelli, anche noto come Palazzo Franchi Cappelli, è un palazzo storico dell'Aquila, dichiarato monumento nazionale nel 1902. Ospita dal 2021 il MAXXI L'Aquila, sede distaccata del Museo nazionale delle arti del XXI secolo di Roma.

## Storia
Il palazzo sorge su preesistenze di impronta rinascimentale delle famiglie Cappa e Camponeschi e trae la sua origine nella complessa ricostruzione della città successiva al terremoto del 1703; in particolare, a partire dal 1732 con l'avvento di Carlo III di Spagna, venne dato notevole impulso alla ricostruzione dell'architettura civile e Palazzo Ardinghelli fu tra i primi palazzi nobiliari a vedere la luce, insieme a Palazzo Quinzi e Palazzo Pica Alfieri.
Venne realizzato dalla famiglia di origine toscana degli Ardinghelli, il cui capostipite – Andrea Ardinghelli – si stabilì all'Aquila nel XVI secolo. A promuovere l'edificazione del palazzo furono soprattutto Filippo Ardinghelli e suo fratello Francesco.
Il progetto, redatto dall'architetto romano Francesco Fontana, figlio del più celebre Carlo, è riconducibile ai primi anni del XVIII secolo, anche se la realizzazione dell'edificio incontrò numerose difficoltà ed ebbe luogo solamente tra il 1732 e il 1743. Con la morte di Filippo Ardinghelli, la famiglia si estinse prima del completamento dei lavori e il palazzo passò alla famiglia Cappelli, subendo anche notevoli rimaneggiamenti nel corso dei secoli tanto che l'attuale facciata in stile tardo barocco venne completata solo nel 1955.

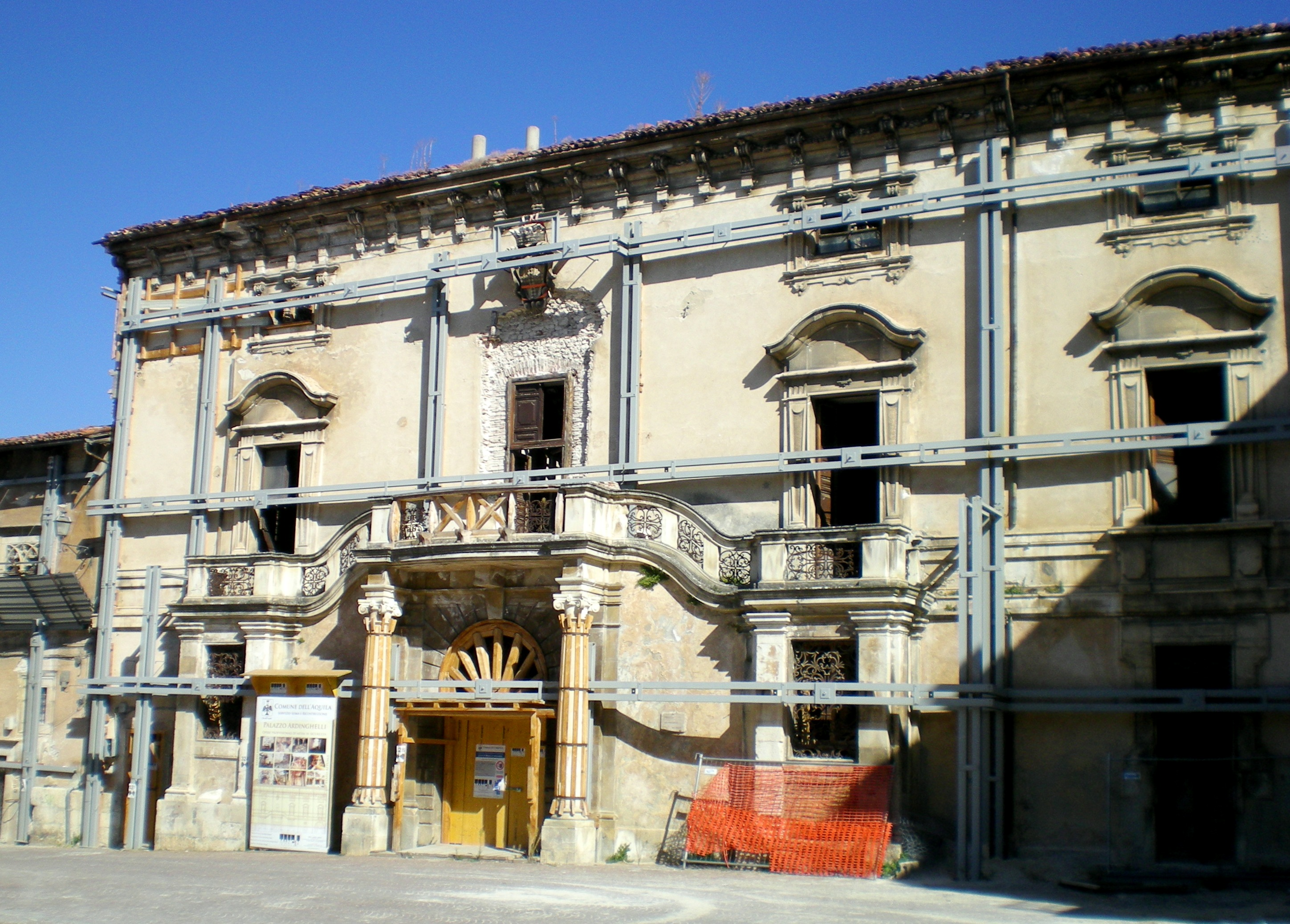
Il palazzo puntellato in seguito al sisma del 2009.

Negli ultimi decenni del XIX secolo, palazzo Ardinghelli fu dimora e atelier del celebre pittore Teofilo Patini. Il palazzo divenne poi proprietà demaniale del Ministero per i beni e le attività culturali e per il turismo e ospitò alcuni uffici.
L'edificio riportò danni ingenti in seguito al terremoto del 2009, venendo dichiarato inagibile. Il restauro, iniziato nel 2014 e reso possibile grazie a una copertura provvisoria, è stato finanziato dalla Russia per un costo complessivo di 7.200.000 euro. A cantiere appena iniziato, nel 2015, il ministro Dario Franceschini decise di adeguare il palazzo a sede museale ed espositiva, proponendo di ospitarvi una sede distaccata del museo d'arte contemporanea di Roma; il progetto è stato inserito nel piano strategico “Grandi Progetti Beni Culturali” beneficiando di un finanziamento quinquennale.
La consegna del palazzo e l'apertura al pubblico sono avvenute il 5 settembre 2020, mentre l'inaugurazione del MAXXI L'Aquila, inizialmente rimandata a causa della pandemia di COVID-19, è avvenuta il 28 maggio 2021.

## Descrizione

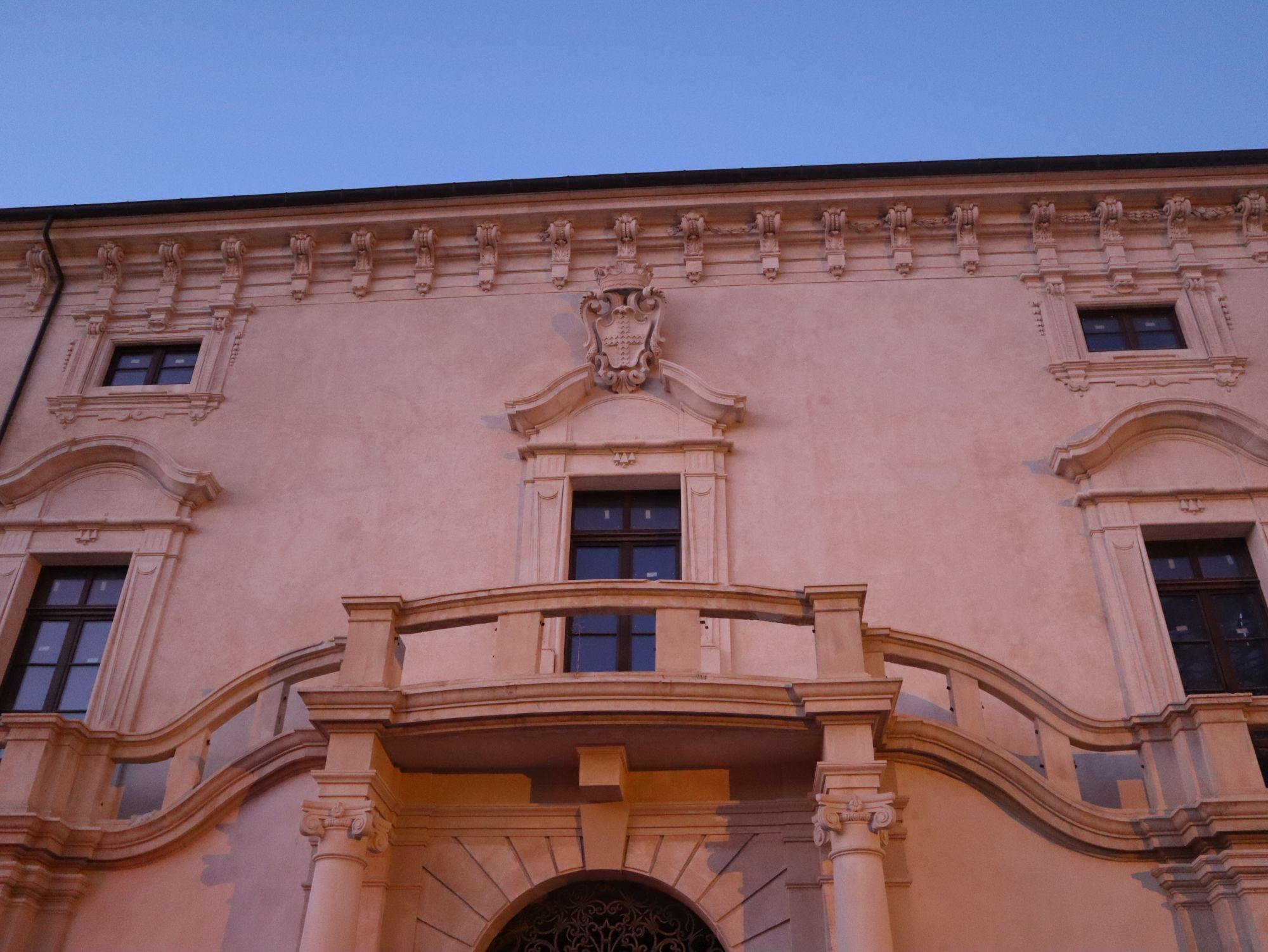
Particolare della facciata del palazzo.

Il palazzo, considerato uno dei massimi esempi del barocco aquilano, è situato in piazza Santa Maria Paganica, al centro del quarto di Santa Maria. 
È volto frontalmente alla fiancata laterale dell'omonima chiesa, anch'essa riedificata nelle forme attuali in seguito al terremoto del 1703, e posto in relazione con altre importanti esempi di architettura civile come Palazzo Carli Benedetti. Costituisce un unico complesso con l'adiacente Palazzo Cappa Camponeschi, piccola struttura di origine quattrocentesca che nelle intenzioni del progettista avrebbe dovuto essere incorporato nel Palazzo Ardinghelli, come si evince dall'attuale asimmetria della facciata del palazzo.
L'edificio si sviluppa su due livelli, cui si aggiunge un parziale piano seminterrato a uso deposito. L'ingresso è reso evidente da una triplice balconata progettata nel 1928 che ripropone il motivo del timpano; il sottostante portale, posto in asse con l'ingresso laterale della chiesa e centrale rispetto alla piazza, introduce a un androne lastricato che conduce a un piccolo cortile porticato a esedra. Dalla corte si dirama uno scalone monumentale di derivazione borrominiana, impreziosito dalla pareti laterali decorate con il marmorino (o stucco lustro); Su di esso cinque dipinti attribuiti all'artista veneto Vincenzo Damini e datati al 1744. Altri preziosi dipinti, rinvenuti durante il restauro del palazzo successivo al sisma del 2009, sono visibili sulle pareti del cortile e sul soffitto di una stanza al piano nobile.

## Curiosità
Nel 2014, il restauro del palazzo è stato pubblicizzato tramite una maglia evento utilizzata dalla locale squadra di rugby in una partita valida per il massimo campionato italiano.